# Ravinia auromaculata
Ravinia auromaculata är en tvåvingeart som först beskrevs av Townsend 1915.  Ravinia auromaculata ingår i släktet Ravinia och familjen köttflugor.
Artens utbredningsområde är Peru. Inga underarter finns listade i Catalogue of Life.